# Carlos Riolfo
Carlos Riolfo Secco (5. listopadu 1905 – 5. prosince 1978) byl uruguayský fotbalista. Nastupoval především na postu záložníka.
S uruguayskou reprezentací vyhrál mistrovství světa ve fotbale 1930, byť byl náhradníkem a do bojů na turnaji nezasáhl. Byl hráčem Peñarolu Montevideo.